# SN 2007qu
SN 2007qu – supernowa typu Ia odkryta 4 listopada 2007 roku w galaktyce A223232+0051. W momencie odkrycia miała maksymalną jasność 22,30m.